# Masaki Tsukano
Masaki Tsukano (塚野 真樹 Tsukano Masaki?,  nacido el 12 de octubre de 1970 en Tottori) es un exfutbolista japonés. Jugaba de centrocampista y su último club fue el SC Tottori de Japón.

## Trayectoria

### Clubes
| Club        | País  | Año         |
| ----------- | ----- | ----------- |
| Honda       | Japón | 1993 - 1994 |
| Vissel Kobe | Japón | 1995 - 1997 |
| Tokyo Gas   | Japón | 1997        |
| SC Tottori  | Japón | 1998 - 2002 |